# Farmen Omandumba
Die Farmen Omandumba (englisch Farms Omandumba East No. 133 and West No. 137) sind seit dem 16. Oktober 2019 ein Nationales Denkmal Namibias.
Die Landschaft auf den beiden Farmen Omandumba-Ost und -West sei von herausragender Schönheit. Der dortige Gipfel des Erongogebirges ist von ähnlicher Signifikanz wie das Brandbergmassiv und die Spitzkoppe. Zahlreiche Petroglyphen und eine seltene Pflanzenwelt sind dort anzutreffen.